# Sébastien Giot
Sébastien Giot est un hautboïste français né en 1978.

## Biographie

### Études
Il naît en 1978 à Perpignan ville où ses parents sont professeurs de musique.
Après avoir obtenu un premier prix en violon et en hautbois au conservatoire de Perpignan, Sébastien Giot est admis  dans la classe de Jean-Christophe Gayot et Guy Laroche au Conservatoire national supérieur de musique de Lyon. Il obtient en 1999 un premier prix de hautbois à l'unanimité ainsi que le diplôme national d’études supérieures musicales et un prix de perfectionnement en violon au conservatoire de Lyon.

### Carrière professionnelle
À l'âge de vingt ans, il est reçu premier hautbois solo de l'Orchestre philharmonique de Strasbourg et enseigne au conservatoire de la ville.
Il est lauréat de plusieurs concours internationaux avec un premier prix à l'unanimité au concours de l'UFAM, un troisième prix au concours international de Tokyo en 2000, un premier prix à l’unanimité au concours Giuseppe Tomassini(Italie), un deuxième prix au concours de Toulon en 2002, un premier prix aux European Young Concert Artists Auditions à Paris et un deuxième prix aux International Young Concert Artists à New York en 2004.
Il se produit régulièrement en soliste avec des orchestres comme l’Orchestre régional de Cannes-Provence-Alpes-Côte d’Azur, l’Orchestre philharmonique de Częstochowa (Pologne) ou l'Orchestre philharmonique de Strasbourg notamment lors de festivals comme le Festival de musique de Besançon Franche-Comté, le Festival international de musique de Salon-de-Provence, les Grandes Heures de Cluny, ou Un violon sur le sable.
Il est membre du quintette à vents Érasme.

## Enregistrements
Sébastien Giot a enregistré la Sequenza VII de Luciano Berio en partenariat avec Radio France et réalisé une tournée de musique de chambre et une série de classes de maître en Asie dans le cadre du programme Déclic de l'Association française d'action artistique.